# Thomas Lawrence

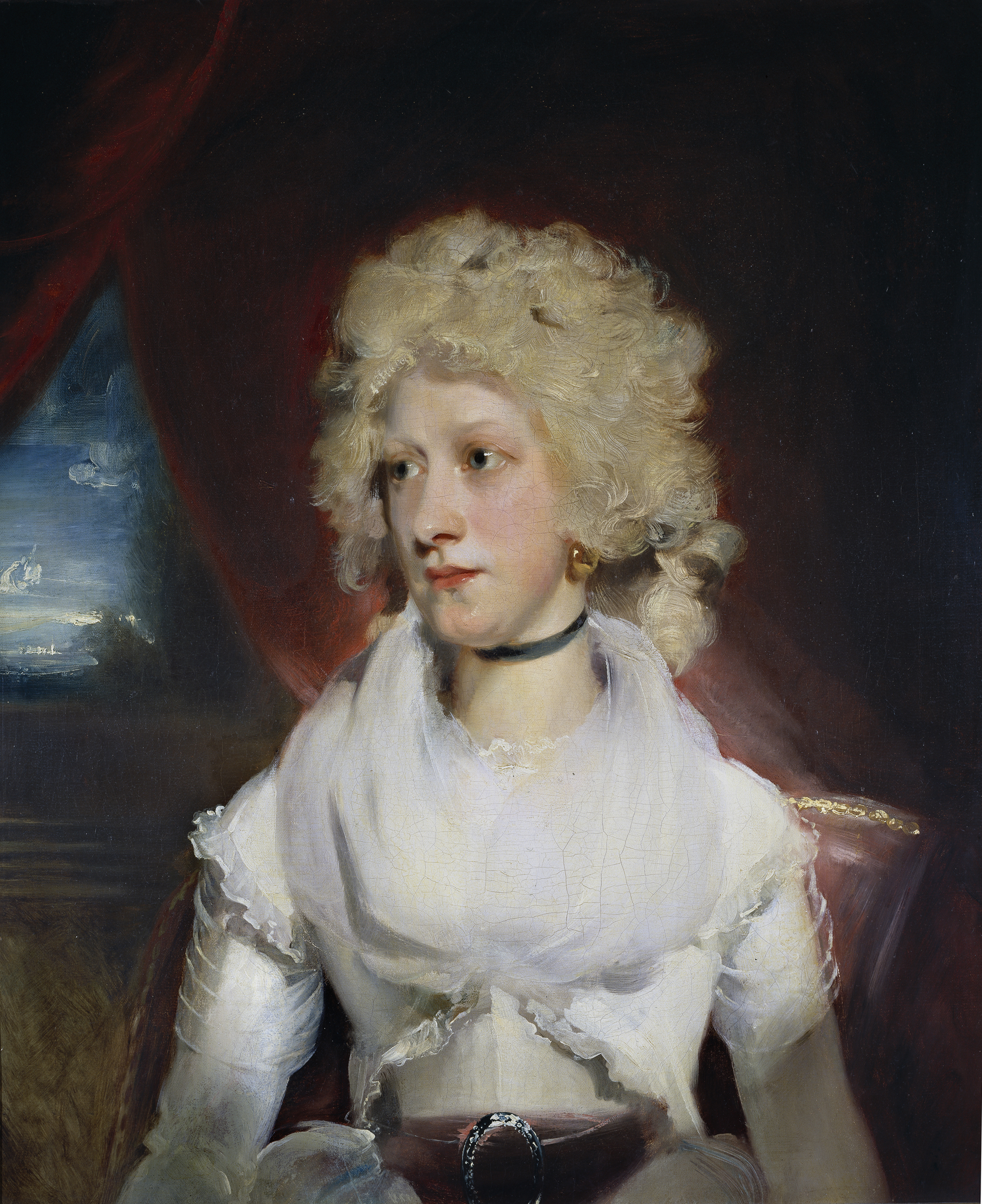
Miss Martha Carr al Museu del Prado a Madrid.

Sir Thomas Lawrence (4 de maig de 1769 - 7 de gener de 1830) és considerat com un dels millors retratistes anglesos de la seva generació. Va néixer a Bristol. Nen prodigi, va ser gairebé íntegrament autodidacte, tot i que va passar algun temps com alumne a la Royal Academy de Londres.
El 1789 Lawrence va obtenir un gran reconeixement pel seu retrat de l'actriu Miss Farren (1789, Metropolitan Museum of Art de Nova York). Va començar a ser molt sol·licitat i l'any 1792 va succeir a sir Joshua Reynolds com el pintor principal de Jordi III del Regne Unit, que li va concedir el títol de sir l'any 1815. Anomenat membre de la Royal Academy en 1794, des del 1820 fins a 1830 va ser president d'aquesta institució.
Lawrence, artista de gran estil i domini tècnic, es va anticipar a la pintura romàntica amb la vitalitat, el ric colorit i les siluetes dramàtiques de les seves obres.
Encara que de qualitat desigual, la seva obra artística, en el seu millor moment, es va caracteritzar per un gust i una elegància que van conferir distinció als retrats dels seus models.
Entre els seus quadres destaquen: 
- La senyora Peel (1827, Col·lecció Frick de Nova York)
- El papa Pius VII i l'arxiduc Carlos d'Àustria (Sala Waterloo, Castell de Windsor)
- Dama de la família Storer, Museu del Prado, Madrid.
- John Fane, X comte de Westmoreland, Museu del Prado, Madrid.
- Miss Martha Carry,Museu del Prado, Madrid.
- Retrat d'Elizabeth Farren, posterior comtessa de Derby

Lawrence va ser un dels primers pintors anglesos en assolir èxit en Europa. Junt a Reynolds i Thomas Gainsborough, representa la cimera] de la pintura retratista anglesa.